# Zgromadzenie Sióstr Urszulanek Serca Jezusa Konającego

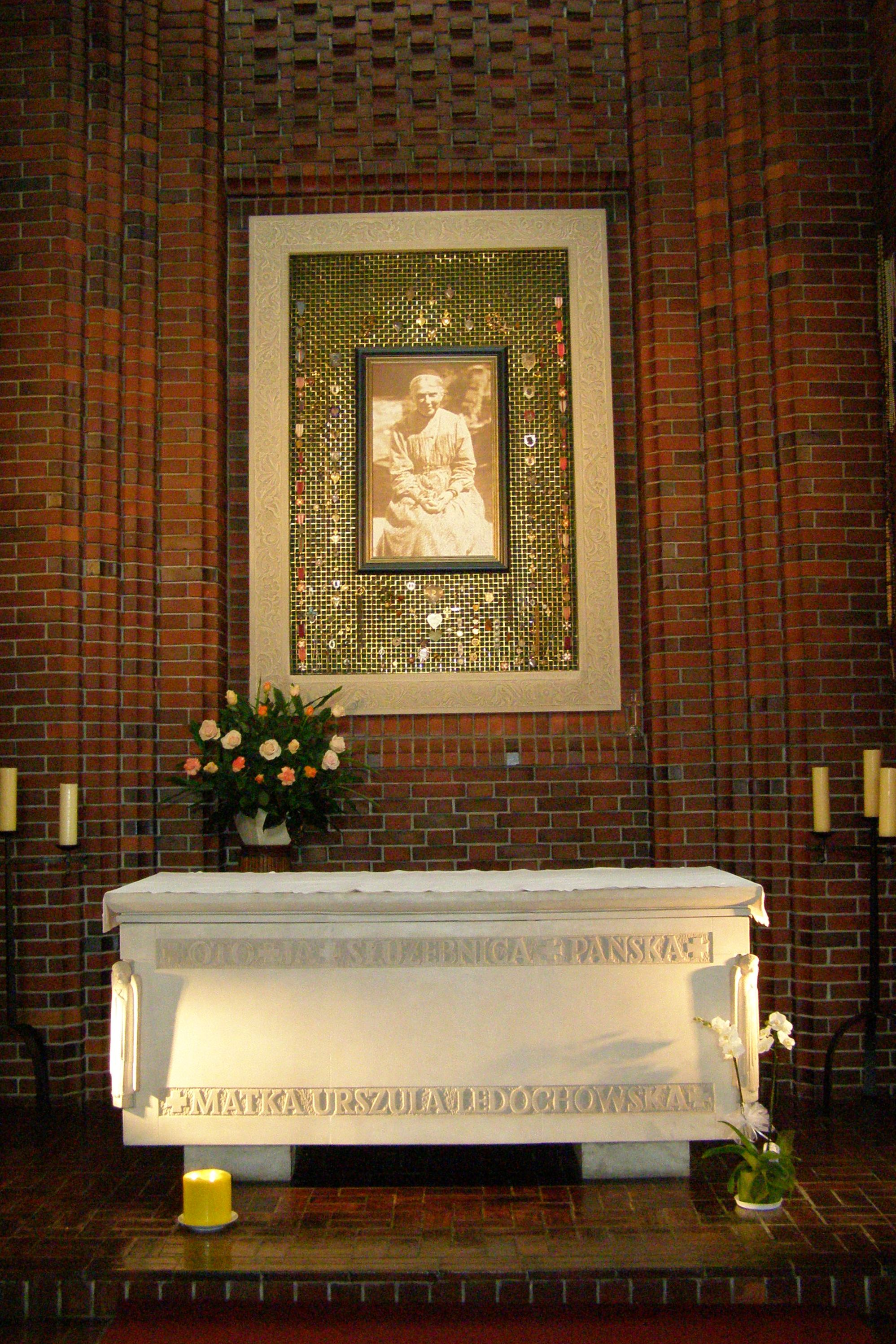
Sarkofag Urszuli Ledóchowskiej w sanktuarium w Pniewach

Zgromadzenie Sióstr Urszulanek Serca Jezusa Konającego, USJK, zwanych też urszulankami szarymi, zostało założone przez św. Urszulę Ledóchowską. Zgromadzenie odwołuje się do patronatu św. Urszuli, dziewicy i męczennicy z IV wieku na zasadach sformułowanych przez św. Anielę Merici, założycielkę Towarzystwa św. Urszuli powołanego w XVI wieku.
Zgromadzenie powstało w 1920 roku, zostało zatwierdzone przez Stolicę Apostolską w 1930 roku. Urszulanki organizowały przedszkola, szkoły, domy dziecka, internaty dla młodzieży szkół średnich, domy akademickie. Zgromadzenie prowadziło kursy zawodowe dla dziewcząt, świetlice i czytelnie dla dzieci i młodzieży. Podejmowano katechizację w szkołach państwowych oraz kształcenie przyszłych katechetek i nauczycielek.
Pod kierownictwem św. Urszuli Ledóchowskiej w latach 20. i 30. XX w. powstały domy Zgromadzenia w Łodzi, Poznaniu, Sieradzu, Łęczycy, Czarnym Borze k. Wilna i w Wilnie, w Warszawie oraz na Wołyniu i Polesiu. Już w 1928 roku uruchomiono placówkę w Rzymie (zajmującą się młodzieżą akademicką oraz ubogimi), która stała się zalążkiem przyszłego domu generalnego Zgromadzenia. W 1930 roku rozpoczęto pracę we Francji. Pomimo strat wojennych Zgromadzenia Urszulanki szare podjęły nowe inicjatywy nawiązujące do ich tradycji. W Polsce Zgromadzenie podjęło się katechizacji, pracy w instytucjach kościelnych i uczelniach katolickich (KUL, ATK), oraz pracy formacyjnej z młodzieżą. Pozbawione nieruchomości, które były podstawą niezależnego bytu Zgromadzenia przed drugą wojną światową, Urszulanki poświęciły się pracy misyjnej.
W 1965 roku otworzono placówkę w Kanadzie przy polskiej parafii w Windsor (Ontario), jednocześnie prowadząc nauczanie w lokalnych szkołach i organizując przedszkole. W 1969 roku Zgromadzenie podjęło pracę w Argentynie, w 1971 w Brazylii, w 1976 w Finlandii, w 1980 w Niemczech, w 1988 na Ukrainie, w 1990 w Tanzanii, w 1995 na Białorusi, w 2002 na Filipinach, w 2008 w Rosji, a w 2009 w Boliwii.
W XXI w. Zgromadzenie liczy około 800 sióstr w 14 krajach, w prawie 100 placówkach na 5 kontynentach. Podstawowym działaniem apostolskim jest wychowanie i nauczanie dzieci i młodzieży oraz pomoc ubogim.
W 2022 otrzymało odznakę honorową Meritis pro Familia.